# 斯克里什瓦拉鄉 (阿爾巴縣)
46°28′N 22°51′E / 46.467°N 22.850°E
斯克里什瓦拉鄉（羅馬尼亞語：Comuna Scărișoara, Alba），是羅馬尼亞的鄉份，位於該國中部，由阿爾巴縣負責管轄，面積94平方公里，海拔高度913米，2011年人口1,661，人口密度每平方公里19人。